# Анищенко, Сергей Петрович
Серге́й Петро́вич Ани́щенко (1923 — 1944) — участник Великой Отечественной войны, Герой Советского Союза. Стрелок 16-го стрелкового полка 102-й стрелковой дивизии 48-й армии 1-го Белорусского фронта, красноармеец.
Участник партизанского движения, Жлобинского коммунистического подполья и освобождения Белоруссии от немецко-фашистских захватчиков в годы Великой Отечественной войны.

## Биография
Родился 20 апреля 1923 года в деревне Степы ныне Жлобинского района Гомельской области.
В 1940—1941 годах работал учителем начальных классов в деревне Крюки Язвенского сельского Совета.
Во время Отечественной войны — с октября 1941 года — член Щедринской подпольной комсомольско-молодёжной группы Жлобинского коммунистического подполья. С августа 1943 — боец партизанского отряда «Железняк», затем 119-го отряда бригады «Железняк».
В Красной Армии — с осени 1943 года. Особо отличился 24-25 июня 1944 года во время прорыва обороны врага и форсирования реки Друть у д. Колосы Рогачёвского района. Под сильным огнём противника с группой бойцов переплыл реку, приблизился к вражеской траншее, забросал её гранатами, чем способствовал захвату плацдарма. В бою за плацдарм уничтожил расчёт станкового пулемёта, 20 гитлеровцев, 12 взял в плен.
31 июля 1944 года в бою за деревню Варпехи Старые (ныне — Старе-Варпехы (пол. Warpechy Stare) Бельского повята Подляского воеводства Польши) был тяжело ранен и от полученных ранений скончался. Был похоронен у станции Страбля.

## Награды и звания
- Звание Героя Советского Союза присвоено Указом Президиума Верховного Совета СССР от 24 марта 1945 года.
- Орден Ленина (24 марта 1945 года).

## Память
- Имя С. П. Анищенко присвоено Щедринской средней школе в Жлобинском районе, в которой он учился.
- Именем Героя названа улица на его родине — в д. Степы, где ему также поставлен памятник.
- В экспозиции и фондах Белорусского государственного музея истории Великой Отечественной войны хранятся фотографии, документы и письма Героя Советского Союза рядового Сергея Петровича Анищенко.[3]
- Имя С. П. Анищенко на Аллее Героев в Жлобине (Гомельская область).